# Plagiochila dolichoblasta
Plagiochila dolichoblasta là một loài rêu trong họ Plagiochilaceae. Loài này được Herzog mô tả khoa học đầu tiên năm 1950.
Danh pháp khoa học của loài này chưa được làm sáng tỏ. 